# OLB5
OLB5 è l'identificativo di una stazione radio della Repubblica Ceca che trasmette il segnale di tempo.
La stazione radio OLB5 è sita a Poděbrady e trasmette il segnale di tempo originato dall'orologio di OMA a Liblice, nel Distretto di Mělník.
La stazione trasmette nella banda delle Onde corte sulla frequenza di 3170 kHz con una potenza di 1 kW.